# Undrið FF
Undrið FF là một câu lạc bộ bóng đá Quần đảo Faroe đến từ thủ đô Tórshavn. Đội bóng cũng thi đấu ở Gundadalur. Câu lạc bộ được thành lập ngày 18 tháng 1 năm 2006, với tên gọi Undri FF. Đây là đội bóng trẻ nhất của Hiệp hội bóng đá Quần đảo Faroe.

## Lịch sử
Ý tưởng thành lập đội bóng mới bắt đầu với một buổi tiệc sinh nhật năm 2005.
Mùa giải 2010, đội bóng thua B36 ở chung kết 3. Deild, nhưng được lên hạng 2. Deild. Câu lạc bộ cũng thông báo về việc ký hợp đồng với Rúni Elttør và Høgni Joensen, là hai cựu cầu thủ ở giải bóng đá cao nhất Quần đảo Faroe, làm huấn luyện viên từ mùa giải 2011.

## Tên gọi
Đội bóng được đặt tên theo nhà tài trợ đầu tiên, đại diện của công ty sản xuất xà phòng Iceland tại Quần đảo Faroe Undri, có nghĩa là kì quan trong tiếng Iceland. Nó cũng có nghĩa tương tự trong tiếng Faroe, nhưng một bài báo đã viết thành Undrið, nhưng trong phát âm tiếng Faroe thì vẫn là không đổi (còn trong tiếng Iceland, điều này là khác nhau).

## Đội hình hiện tại
Ghi chú: Quốc kỳ chỉ đội tuyển quốc gia được xác định rõ trong điều lệ tư cách FIFA. Các cầu thủ có thể giữ hơn một quốc tịch ngoài FIFA.
| Số | VT | Quốc gia       | Cầu thủ                                 |
| -- | -- | -------------- | --------------------------------------- |
| 1  | TM | Quần đảo Faroe | Aron Ingi Lenvig                        |
| 2  | TV | Quần đảo Faroe | Mikkjal Petur Hvannastein               |
| 3  | HV | Quần đảo Faroe | Sølvi Mikkelsen                         |
| 4  | TV | Quần đảo Faroe | Trygvi Absalonsen                       |
| 7  | HV | Quần đảo Faroe | Símun Høgnesen                          |
| 9  | TV | Quần đảo Faroe | Christian Vilhelm Jacobsen (đội trưởng) |
| 10 | TV | Quần đảo Faroe | Tom Jacobsen                            |
| 13 | HV | Quần đảo Faroe | Brynleif Hansen                         |
| 19 | HV | Quần đảo Faroe | Bjarki Olsen                            |
| 20 | TV | Quần đảo Faroe | Eirikur Jacobsen                        |
| 21 | TV | Quần đảo Faroe | Ivan Hofgaard                           |

| Số | VT | Quốc gia       | Cầu thủ          |
| -- | -- | -------------- | ---------------- |
| 83 | TV | Quần đảo Faroe | Leivur á Lakjuni |
| 85 | TĐ | Quần đảo Faroe | Pauli Ø. Mohr    |
| 91 | TV | Quần đảo Faroe | Rani Jacobsen    |

## Kỉ lục câu lạc bộ
- Trận thắng đậm nhất: Undri FF – Víkingur 3. deild 16–1
- Trận thua đậm nhất: ÍF – Undri FF 11–1
- Cầu thủ ghi nhiều bàn nhất: Dan Syderbø
- Cầu thủ ra sân nhiều trận nhất: Mikkjal Hvannastein
- Cầu thủ ghi nhiều bàn nhất trong một trận: Christian V. Jacobsen, 6 bàn
- Thủ môn giữ sạch lưới lâu nhất: Arne Winthereig
- Cầu thủ làm đội trưởng nhiều lần nhất: Mikkjal Hvannastein